# アーノルド・オルセン
アーノルド・オルセン(英語: Arnold Olsen, 1916年12月17日 – 1990年10月9日)は、アメリカ合衆国・モンタナ州出身の政治家、民主党員。1961年からアメリカ合衆国下院議員を5期務めた。

## 経歴・人物
1916年12月17日、モンタナ州ビュートで生まれた。母アンナ（旧姓：ベネス）と父アルバート・オルセンはノルウェー系移民であった。ビュートの公立学校に通い、1934年から2年間モンタナ鉱山学校(現在のモンタナ工科大学)に通い、1940年にミズーラのモンタナ州立大学法科大学院（現モンタナ大学）を卒業した。第二次世界大戦中は、海軍で4年間の海外勤務を経験した。1942年8月、オルセンは陸上休暇中に、ビュート市のマーガレット・メアリー・ウィリアムズと結婚。2人の間には3人の子供が生まれた。

## 政治活動
1940年、弁護士事務所を個人開業した。1948年にはモンタナ州司法長官に選出され、1952年に再選された。1956年にモンタナ州知事選に出馬し、民主党予備選挙で前知事のジョン・ボナーを僅差で破り、総選挙に進出して現職知事のヒューゴ・アロンソンと対決した。選挙戦は接戦となったが、オルセンは僅差でアロンソンに敗れた。その後、モンタナ州最高裁判所の最高裁判事に立候補したが、現職のジェームズ・T・ハリソン判事に僅差で敗れた。
1960年、リー・メトカーフ下院議員が上院への鞍替え立候補を表明したため、オルセンは空白となったモンタナ州第1選挙区に出馬した。オルセンは、共和党候補のジョージ・P・サーズフィールドを破り、初当選を果たした。1970年選挙でミズーラ市長のリチャード・シャウプにわずか1,213票差で敗れた。1972年下院議員選挙にも出馬し、シャウプとの再選に挑んだが、今回は12,300票差で落選した。1974年にも下院議員選挙に出馬したが、民主党の予備選挙の段階でマックス・ボーカスに大敗した。
オルセンは、1977年にトーマス・リー・ジャッジ知事からモンタナ州第2司法地区の裁判官に任命され、1990年に亡くなるまで務めた。